# Torre de la Regenta
La Masia Tortificada Torre de la Regenta, en Alqueries, comarca de la Plana Baixa, és un complex d'edificis agrícoles amb caràcter residencial que presenten fortificació, de la qual destaca la torre defensiva i de vigilància. Està situada en el límit del terme municipal de les Alqueries al costat del de Borriana. Presenta una declaració genèrica com Bé d'Interès Cultural, amb anotació ministerial 68, datada el 8 de febrer de 2010. Presenta codi identificatiu com a Patrimoni de la Generalitat Valenciana número: 12.06.901-002. Aquesta catalogació li permet tenir una protecció des de la promulgació del Decret de 22 d'abril de 1949 del protecció dels Castells Espanyols per ser monuments representatius de l'arquitectura militar dins el Tipus de Torre, recollida a l'Inventari de protecció del Patrimoni Cultural Europeu de 1968. Bé d' interès Cultural: Monument i Zona de Protecció Arqueològica subjecte a les disposicions establertes en la Llei 5/2007 de la Generalitat, de modificació de la Llei 4/1998, d'11 de juny, del Patrimoni Cultural Valencià.
La masia està entre camps de cultiu de tarongers. Es creu que la torre va poder ser part del sistema defensiu de Borriana, del que possiblement també formaran part l'Est la  torre de Calatrava i pel Nord-est la de  Vinagrell.

## Descripció historicoartística
Alguns autors, com A. Ventura (2004), consideren que la Regenta és una torre i antiga alqueria medieval, que es coneixia per "Bonastre", i que es trobava al terme municipal de Les Alqueries. D'altres, com J. Aparici i V. Edo (2004), consideren que la primera notícia documental que es disposa sobre Bonastre està datada el 1348, moment en què la denomina com "pobla", nom que canvia a partir de l'any 1482 quan totes les referències directes a Bonastre faran esment a una alqueria o casal que tenia un trull que va passar a mans dels musulmans malgrat les condicions imposades pel consell municipal de Vila-real que hauria de ser establiment cristià. Així en 1527 era Mafomat Alfaquí qui fa esment de la masia amb el nom de "Bonastre", indicant a més la possessió del trull. La torre va tenir diversos propietaris al llarg de la història, va poder pertànyer a Daimus de Carabona, al segle xvi va ser propietat de l'regent del Suprem Consell d'Aragó, Juan de Sentís (1570), a partir de 1587 figuren com a titulars del molí dels fills i hereus del regent del Consell Suprem d'Aragó Joan Sentís (entre els quals hi havia la seva dona, coneguda com a La Regenta).
Es tracta d'un edifici residencial, una vila d'esbarjo que es va construir sobre una alqueria medieval, de l'època de la dominació musulmana de la península Ibèrica. El conjunt està format per diversos edificis contigus, que presenten una distribució al voltant de 3 patis, entre els quals destaca, pel seu bon estat de conservació i integració amb la resta, la torre medieval que dona nom a la masia.
Presenta planta quadrada, de fàbrica de maçoneria i reforços de carreus a les cantonades, portes i finestres; aquestes presenten forma lobulada a estil mudèjar. També es pot veure la presència de maó cuit entre els materials de la seva cnstrucción.
La torre mesura 5,10 metres per 6,70 de planta aconseguint una altura de 11,10 metres. Presenta tres planta baixa, dos pisos alts amb sageteres i terrassa emmerletada. L'accés a la torre es realitza a través d'una porta d'arc de mig punt amb dovelles situada en direcció sud. En entrar la sala es cobreix amb volta de canó i presenta a la paret orientada a l'Oest l'obertura que permetia l'accés a les plantes superiors mitjançant una escala de mà.
Durant el segle xvii, en utilitzar com a torre habitatge agrícola, va ser objecte de grans transformacions, com la construcció annexa a la paret sud de la torre d'un habitatge i l'obertura d'un porta en el mur de la torre a l'altura de la segona planta per accedir-hi a través d'una nova escala de paleta. La planta baixa es va convertir en cuina i es van obrir finestres, lobulades, orientades al sud ia l'est. Cap a 1900 es va construir una habitació elevada que unia la paret lateral Nord de la torre amb un altre edifici residencial, però aquest element no existeix actualment.
Més tard, l'any 1967 aquesta torre va ser rehabilitada i es va eliminar un colomar que impedia distingir els seus merlets.
La torre, que en l'actualitat és una propietat privada amb accés restringit, s'ubica al centre d'una tanca en el qual s'inclou un altre edifici residencial, i la resta de dependències agrícoles, on pot observar-se un pati empedrat amb pou, situat davant del parament Est de la torre.